# Joe Norton
Pour les articles homonymes, voir Norton.
Joseph Tokwiro Norton, dit  Joe Norton, né le 29 août 1949 à Kahnawake et mort le 14 août 2020, est un homme politique mohawk.
Joe Norton est grand chef de Kahnawake de 1980 à 2004 et de 2015 jusqu'à sa mort en 2020.

## Biographie
Joe Norton est propriétaire du club Internet Absolute Poker. Il est sur le conseil d'administration de TeKnoWave, de Turtle Technologies et de Mohawk Internet Technologies. Il est consultant pour La Société des ponts fédéraux Limitée. Il a déjà travaillé comme monteur d'acier de structure. En 2002, il a remporté le Prix national d’excellence décerné aux autochtones.
Joe Norton meurt le 14 août 2020.